# Нанокерамика
Нанокерамика — керамический наноструктурный материал (англ. nanoceramics) — компактный материал на основе оксидов, карбидов, нитридов, боридов и других неорганических соединений, состоящий из кристаллитов (зерен) со средним размером до 100 нм.

## Описание
Работы по нанокерамике начались в 80-е годы XX века. Этот неорганический неметаллический материал характеризуется высокой жаропрочностью и имеет ряд других полезных свойств, которые позволяют применять его, например, в электронике, медицине, тепловой и ядерной энергетике. 
Нанокерамику, как правило, получают из наноразмерных порошков методами формования и спекания. Поскольку вследствие высокого внутреннего трения нанопорошки труднее уплотняются, для их формования часто используют импульсное и гидростатическое прессование, методы шликерного и гелевого литья, гидроэкструзии. Нанокерамика была впервые изготовлена с использованием золь-гель процесса — формы химического осаждения из раствора, при котором наночастицы в растворе и геле смешиваются с образованием нанокерамики. В 2000-х годах в производственных процессах в процессе спекания стали использоваться тепло и давление. Процесс включает в себя несколько основных этапов: изготовление порошковой смеси из смеси порошка и пластификаторов для формования материала, формирование заготовки, сушка и прокаливание преформы, обработка полученного продукта (механическая, термическая обработка и металлизация). Метод приготовления часто может быть определяющим фактором при формировании частиц нанокерамики и ее свойств: например, сжигание магния в кислороде приводит к кубам и гексагональным пластинам, тогда как термическое разложение гидроксида магния приводит к частицам неправильных форм, часто получаются пластинки в гексагональной форме. В некоторых приложениях импульсный электрический ток оказался полезным в двухэтапном процессе спекания прозрачной керамики на основе оксида алюминия. Свойства получаемого материала в значительной степени зависят от характеристик используемых нанопорошков, в первую очередь от размера частиц, их полидисперсности и чистоты (содержания примесей).
Одним из приоритетных направлений создания новых наноматериалов с конкретными функциональными свойствами является поиск принципиально новых и совершенствование существующих технологических решений в области химического синтеза нанопорошков и их последующего закрепления в твердом веществе.Одной из важных проблем при получении нанокерамики обычно является интенсивный рост зерна при спекании в обычных условиях. Для его предотвращения используются два основных метода:
1. Введение в исходный порошок (шихту) нерастворимых добавок, локализуюшихся на границах зерен и препятствующих их срастанию.
2. Использование специальных методов и режимов уплотнения и спекания керамики, позволяющих значительно уменьшить продолжительность и/или температуру высокотемпературных стадий её получения (импульсное прессование, горячее прессование, некоторые виды низкотемпературного спекания). Более подробно эти методы описаны в статье спекание нанокерамики.

Структурно-чувствительные свойства нанокерамик могут значительно отличаться от характеристик традиционных керамик с зерном микронного размера. При этом возможно улучшение механических (Al2O3), электрических (Y:ZrO2), оптических (Nd:Y2O3) свойств, однако характер изменения свойств с размером зерна очень индивидуален и зависит как от физической природы исследуемого свойства, так и от физико-химических особенностей используемой керамики.
Исследуется также технология электрической консолидации, когда уплотнение материала происходит не только под действием высокого давления, но также и сильного переменного тока. Новый метод позволяет снизить остаточную пористость и пограничные дефекты, повысить плотность и прочность наноматериала.
Одно из перспективных направлений применения нанокерамики - создание поверхностей со специфическими свойствами на традиционных материалах. Например, для снижения биологической реакции на материал титанового импланта, на его поверхности методом анодирования создают слой нанотрубок из диоксида титана, которые снижают адсорбцию белков, а также адгезию и дифференцировку клеток. В результате повышается клинический успех. В другом случае покрытие из биокерамики придаёт поверхности антибактериальные свойства. Методы термического напыления частиц нанокерамики позволяют намного повысить твёрдость поверхностей аморфных материалов.

Изменение среднего размера кристаллитов в нанокерамике на основе системы ZrO_{2}-CeO_{2}-Al_{2}O_{3} в интервале температур 400—1400° С.

## Производство в России
При поддержке ОАО «Роснано» в России функционируют два предприятия, производящие изделия из нанокерамики: АО НЭВЗ-Керамикс (выделенная из ОАО «НЭВЗ-Союз») и ООО «Вириал». 
Для нанопорошков характерна плохая формуемость и прессуемость из-за специфики их физико-химических свойств: агломерирования, высокого межчастичного и пристенного трения, обусловленного высокой удельной поверхностью. Поэтому в России порошки нанокерамики применяются не в чистом виде, а пока только в качестве добавки в обычную керамическую заготовку, которая в процессе ультразвукового компактирования приобретает большую плотность, а значит изделие станет гораздо прочнее. При этой технологии отпадает необходимость в добавке пластификатора. 

### Классификация продукции проекта по составу применяемого основного материала
- Алюмооксидная керамика (на основе Al2O3) Планируемая номенклатура продукции — изоляторы электронно-оптических преобразователей (ЭОП), изоляторы вакуумных дугогасительных камер (ВДК), керамические подложки (металлизированные и неметаллизированные), ударопрочная алюмооксидная бронекерамика различной геометрической формы, применяемая в бронеэлементах для пулевой и осколочной защиты, имплантаты для позвоночника, применяемые в вертебрологии для фиксации, заместительного восстановления опороспособности при патологических изменениях позвоночника;
- Нитридная керамика (на основе AlN). Планируемая номенклатура продукции — керамические подложки (метализированные и неметаллизированные). Области применения: термоэлектрические модули (элементы Пельтье), светодиоды, силовые полупроводниковые приборы;
- Карбидная керамика (на основе SiC и В4C). Планируемая номенклатура продукции — керамические пластины для бронеэкипировки личного состава и бронезащиты наземных, воздушных и морских средств военной техники.
- Циркониевая керамика (на основе ZrO2). Планируемая номенклатура продукции — элементы керамической запорной арматуры, предназначенные для серийного производства износо-, коррозионно- и химически стойкой запорной арматуры, применяемой в химической и нефтегазовой промышленности, эндопротезы тазобедренного сустава, применяемые в травматологии и ортопедии для первичного эндопротезирования с целью восстановления или компенсации утраченных вследствие заболеваний функций тазобедренного сустава.

### Применение нанокерамики

#### Керамические изоляторы
- Изоляторы керамические для вакуумных дугогасительных камер

Керамические изоляторы предназначены в качестве изоляционного материала для вакуумных дугогасительных камер, которые предназначены для комплектации вакуумных коммутационных аппаратов.
- Изоляторы электронно-оптических преобразователей

Изоляторы используются в качестве электроизоляционного материала для приборов ночного видения, потребляемые рынком военной продукции. Главным элементом прибора ночного видения является электронно-оптический преобразователь (ЭОП), который усиливает свет и вдобавок превращает инфракрасный свет в видимый.

#### Бронекерамика
Изделия из бронекерамики применяются для осуществления защиты специальной техники и личного состава от автоматического стрелкового оружия с возможностью обеспечения защиты до 6а класса.
В интересах Минобороны России в течение 2-х последних лет в ХК ОАО «НЭВЗ-Союз» в инициативном порядке разработано и освоено производство развернутой номенклатуры изделий — 7 видов, 32 типоразмера бронекерамики (прямоугольная плоская и радиусная бронеплитка размерами 50×50 мм и 100×100 мм в диапазоне толщин 6-12 мм, бронеролики в диапазоне диаметров 13-29 мм и диапазоне высот 11-24 мм, шестигранники в диапазоне «размеров под ключ» 20-40 мм и диапазоне толщин 6-40мм), из них:
- 5 видов изделий из бронекерамики разработаны и испытаны для бронеэкипировки личного состава (защита от стрелкового вооружения калибров 5,45 и 7,62 мм);
- 4 вида изделий из бронекерамики разработаны и испытаны для бронезащиты легкой бронетехники от стрелкового вооружения калибров 7,62 мм, 12,7 мм и 14,5 мм.

В стадии разработки и испытаний находятся ряд элементов бронекерамики с радиопоглощающими свойствами для защиты кораблей ВМФ от высокоскоростных осколков противокорабельных ракет и от обнаружения головками наведения в СВЧ-диапазоне.

#### Керамические подложки для полупроводниковых приборов
Выпускаются керамические подложки на основе алюмооксидной (содержание Al2O3 более 94 %) или алюмонитридной AlN керамики, которые предназначены для электрической изоляции конструкций, узлов и элементов различных электронных устройств.
Используемая для подложек керамика не гигроскопична, термостойка, является изоляционным материалом с высокими механическими и электрическими свойствами, отличается сравнительной простотой технологии изготовления и невысокой стоимостью. Механическая прочность на сжатие, растяжение, изгиб достаточна для практического использования.
Для улучшения теплопроводности, удельного электрического сопротивления и прочностных характеристик керамических подложек в состав керамической композиции вводятся модифицированные Al2O3- и AlN-нанопорошки и армирования Al2O3-нановолокнами.
Керамическая подложка выполняет две основные функции:
- осуществляет электрическую изоляцию токоведущих шин топологического рисунка, расположенных на одной стороне, друг от друга, а также оттоковедущих шин на другой стороне;
- передаёт тепло, выделяемое активными силовыми полупроводниковыми кристаллами (диодами, транзисторами, тиристорами), на теплоотводы и радиаторы.

Области применения:
- производство монолитных интегральных схем усилителей большой мощности;
- производство системам охлаждения термоэлектрических преобразователей на основе элементов Пельтье;
- производство коммутационных микрополосковых плат полупроводниковых приборов большой мощности;
- производство теплопроводящих изоляторов для нагревателей активных термостатов;
- производство элементов микрохолодильных машин с компенсацией механических вибраций.

#### Биокерамика
Изделия из биокерамики применяются для хирургического лечения травм и заболеваний позвоночника, тазобедренного сустава, лечение стоматологических заболеваний.
1. Керамические имплантаты-фиксаторы из наноструктурированной биосовместимой плотной керамики, применяются для фиксации, заместительного восстановления опороспособности при патологических изменениях позвоночника.
2. Искусственные суставы, включающие оригинальные керамические пары трения из наноструктурированной высокоплотной композитной керамики на основе диоксида циркония применяются для первичного эндопротезирования с целью восстановления или компенсации утраченных вследствие заболеваний функций сустава.
3. Стоматологические имплантаты.

#### Запорная арматура
Наиболее перспективными областями применения запорной арматуры с использованием керамических элементов являются:
- химическая отрасль производства;
- нефтегазовая промышленность;
- целлюлозно-бумажная промышленность.

Особым преимуществом элементов из керамики, применяемых в арматуростроении является то, что их можно встраивать в серийно выпускаемую запорную арматуру без принципиальных изменений в конструкции шаровых кранов и дросселей, получая при этом существенное увеличение долговечности и повышения класса запорной арматуры.
Преимущества запорной арматуры с использованием узлов затвора из технической керамики, встроенных в металлический корпус, состоят в следующем:
- керамические элементы имеют высокую твердость (9 единиц по шкале твердости минералов МООС) и вследствие этого не подвержены абразивному износу песчаными пульпами (твердость кварца — 7 единиц);
- в силу химической нейтральности не взаимодействуют со щелочами и кислотами, кроме плавиковой (фтористоводородной) кислоты;
- долговечны (наработка на отказ составляет до 50000 циклов «открыто-закрыто»);
- пригодны к использованию в широком диапазоне температур рабочей среды (от −273 до +800°С);
- безотказно работают при повышенных давлениях в трубопроводе (до 40 Мпа);
- отсутствует явление «схватывания» запорных элементов, это обеспечивается свойствами керамического материала и особой конструкцией запирающих элементов.